# Kastal Mikdad
Kastal Mikdad (arab. قسطل مقداد) – wieś w Syrii, w muhafazie Aleppo, w dystrykcie Afrin. W 2004 roku liczyła 837 mieszkańców.